# فاتح بورتقال
فاتح بورتقال (مواليد 2 فبراير 1967 ، نازيلي [بحاجة لمصدر] ) ، صحفي ومقدم برامج في تركيا.

## فترة التدريب
أكمل تعليمه الابتدائي في نازيلي والمدرسة الثانوية في مدرسة أتاتورك الثانوية في إزمير . تخرج من جامعة اسطنبول ، كلية الاقتصاد والعلوم الإدارية. في عام 1994 ، ذهب إلى أستراليا لمواصلة دراسته وتعليم اللغات الأجنبية.

## فترة العمل
بعد دراسته ، كان فاتح بورتنغال مديرًا لمطعم شهير في أستراليا لفترة. في عام 1997 ، عاد إلى تركيا وتزوج من أرماغان توبر.
بين عامي 1997 و 2005 ، عمل كمراسل في Star TV . في عام 2005 ، بناءً على اقتراح الصحفي الشهير محمد علي بيراند ، تم نقله إلى القناة د. في أيار 2010 ، تم نقلها إلى هذه القناة بناءً على اقتراح عرفان دغرمانجي ، مذيعة قناة FOX الإخبارية.
كان فاتح بورتنغال مقدم برنامج كالار سات بين عامي 2010 و 2013. في سبتمبر 2013 ، نظرًا لحقيقة زواج مذيعة القناة ، نازلي تولغا برنينك ماير ، وتوجهت إلى الخارج ، أصبح فاتح بورتنغال مذيع أخبار FOX المسائية . 
في حفل توزيع جوائز الفراشة الذهبية 43 ، حصل فاتح بورتقال على جائزة أفضل مذيع أخبار. 

## أعمال
- Sessiz (2012)
- Aklımla Dalga Geçme (2016)